# Tranzacționare în marjă
Tranzacționare în marjă - efectuarea operațiunilor de tranzacționare speculativă folosind bani și/sau bunuri furnizate comerciantului pe credit garantat cu o sumă convenită - marjă. Creditul marjinaldiferă de creditul simplu prin aceea că suma de bani primită este de obicei de câteva ori mai mare decât valoarea garanției (marja).
De exemplu, pentru acordarea dreptului de a încheia un contract de cumpărare sau vânzare a 100 de mii de euro pentru dolari SUA, brokerul solicită de obicei cel mult 2 mii de dolari garanții.
Tranzacționarea în marjă permite comerciantului să crească volumul tranzacțiilor cu același capital.
Comercianții care joacă pe o creștere a ratei sunt numiți „tauri”, iar cei care joacă pe o scădere a ratei, adică practicarea vânzării acoperirea riscului se numesc „urși”.

## Riscuri
Utilizarea pe scară largă a tranzacționării în marjă crește numărul și cantitatea tranzacțiilor de pe piață. Aceasta duce la o creștere a ratei de modificare a rezultatului unei operațiuni de tranzacționare, la o creștere a riscurilor. Creșterea volumului tranzacțiilor afectează natura pieței. Un număr mare de tranzacții mici haotice cresc lichiditatea pieței și o stabilizează. Pe de altă parte, dacă tranzacțiile au loc unidirecțional, ele pot crește semnificativ fluctuația prețurilor.
Utilizarea efectului de levier poate duce atât la îmbogățirea foarte rapidă, cât și la pierderea rapidă a capitalului. Potrivit statisticilor, 76% dintre conturile de investitori privați pierd bani atunci când tranzacționează cu efect de levier. Prin urmare, pentru a găsi valoarea optimă a levierului utilizat, trebuie să acordați atenție volatilității medii a cotațiilor instrumentului tranzacționat. Cu cât volatilitatea este mai mare, cu atât este mai mare probabilitatea ca utilizarea unui efect de levier mare să poată duce la pierderi semnificative chiar și din cauza fluctuațiilor aleatorii ale pieței.